# Arthur Olsson
Arthur Eidor Folke Olsson (* 7. Februar 1926 in Nyskoga; † 12. Oktober 2013 in Råda) war ein schwedischer Skilangläufer.
Olsson holte bei den nordischen Skiweltmeisterschaften 1954 in Falun zusammen mit Sune Larsson, Sixten Jernberg und Per-Erik Larsson die Bronzemedaille mit der Staffel. Bei den Olympischen Winterspielen 1956 in Cortina d’Ampezzo errang er den 11. Platz über 50 km. Im selben Jahr wurde er Fünfter beim Wasalauf.